# Edi Federer
Pour les articles homonymes, voir Federer (homonymie).
Eduard Federer dit Edi Federer est un sauteur à ski autrichien né le 20 février 1955 à Mühlbach am Hochkönig, et mort le 30 mai 2012 à Pfarrwerfen (Autriche).
Federer commence sa carrière professionnelle de sauteur à ski le 3 janvier 1971, au tremplin de Bergisel à Innsbruck (lors de la tournée des quatre tremplins). Il finit à la 73e position. Le 6 janvier, il finit 64e sur le tremplin Paul Ausserleitner de Bischofshofen. Federer décide de prendre une pause dans les compétitions internationales.
Il revient sur la tournée des quatre tremplins en 1974-1975. À Oberstdorf (Schattenbergschanze), il est 6e, 4e à Garmisch-Partenkirchen (Große Olympiaschanze), 2e au tremplin de Bergisel et 5e à Bischofshofen. Finalement, Federer termine deuxième avec 874,2 points, derrière Willi Pürstl.
Après sa carrière sportive, il monte une entreprise de management de sportifs. Il est le manager d'Andreas Goldberger de 1992 à la retraite sportive de ce dernier en 2003. Federer est le manager de l'équipe nationale polonaise, ainsi que le manager personnel d'Adam Małysz et de Thomas Morgenstern.